# Suicide de Phoebe Prince
 (juin 2023).
Le contenu est difficilement compréhensible vu les erreurs de traduction, qui sont peut-être dues à l'utilisation d'un logiciel de traduction automatique.
 (juin 2023).
La mise en forme du texte ne suit pas les recommandations de Wikipédia : il faut le « wikifier ».
Les points d'amélioration suivants sont les cas les plus fréquents. Le détail des points à revoir est peut-être précisé sur la page de discussion.
- Les titres sont pré-formatés par le logiciel. Ils ne sont ni en capitales, ni en gras.
- Le texte ne doit pas être écrit en capitales (les noms de famille non plus), ni en gras, ni en italique, ni en « petit »…
- Le gras n'est utilisé que pour surligner le titre de l'article dans l'introduction, une seule fois.
- L'italique est rarement utilisé : mots en langue étrangère, titres d'œuvres, noms de bateaux, etc.
- Les citations ne sont pas en italique mais en corps de texte normal. Elles sont entourées par des guillemets français : « et ».
- Les listes à puces sont à éviter, des paragraphes rédigés étant largement préférés. Les tableaux sont à réserver à la présentation de données structurées (résultats, etc.).
- Les appels de note de bas de page (petits chiffres en exposant, introduits par l'outil «  Source ») sont à placer entre la fin de phrase et le point final[comme ça].
- Les liens internes (vers d'autres articles de Wikipédia) sont à choisir avec parcimonie. Créez des liens vers des articles approfondissant le sujet. Les termes génériques sans rapport avec le sujet sont à éviter, ainsi que les répétitions de liens vers un même terme.
- Les liens externes sont à placer uniquement dans une section « Liens externes », à la fin de l'article. Ces liens sont à choisir avec parcimonie suivant les règles définies. Si un lien sert de source à l'article, son insertion dans le texte est à faire par les notes de bas de page.
- La présentation des références doit suivre les conventions bibliographiques. Il est recommandé d'utiliser les modèles {{Ouvrage}}, {{Chapitre}}, {{Article}}, {{Lien web}} et/ou {{Bibliographie}}. Le mode d'édition visuel peut mettre en forme automatiquement les références.
- Insérer une infobox (cadre d'informations à droite) n'est pas obligatoire pour parachever la mise en page.

Pour une aide détaillée, merci de consulter Aide:Wikification.
Si vous pensez que ces points ont été résolus, vous pouvez retirer ce bandeau et améliorer la mise en forme d'un autre article.
Aux États-Unis, le suicide de Phoebe Prince le 14 janvier 2010 a mené à la poursuite de six adolescents pour des accusations y compris des violations des droits civils, ainsi qu’à la promulgation de lois anti-harcèlement plus strictes par le corps législatif de l'État du Massachusetts.
Prince avait déménagé d'Irlande à South Hadley, dans l'État américain du Massachusetts. Son suicide, après avoir subi des mois d'intimidation de ses camarades, a attiré l'attention mondiale envers le problème d'intimidation dans les écoles américaines. En mars 2010, un groupe de travail dans l'état qui avait pour but d'arrêter l'intimidation est mis sur pied en conséquence de sa mort. La législation a été promulguée le 3 mai, 2010.
L'accusé fut jugé en 2011. Des sentences de sursis avec mise à l'épreuve et des travaux d'intérêt général ont été prononcés après des plaidoyers de culpabilité le 5 mai, 2011.

## Contexte
Phoebe Nora Mary Prince est née le 24 novembre 1994 à Bedford, Bedfordshire, en Angleterre,, et a déménagé dans la communauté balnéaire de Fanore dans le comté de Clare, en Irlande, quand elle avait deux ans. Prince a fréquenté l'école secondaire de Villiers, une école privée du comté de Limerick. Elle a immigré aux États-Unis à l'automne de 2009 avec sa mère née aux États-Unis et ses quatre frères et sœurs. Sa mère a vécu à Boston pendant quelques années. Son père, un ressortissant britannique, est resté à Lisdoonvarna, en Irlande.

## Incidents d'intimidation et suicide
Ayant récemment déménagé d'Irlande aux États-Unis, Prince a été narguée et intimidée pendant plusieurs semaines par au moins deux groupes d'élèves du lycée South Hadley, à la suite de disputes avec deux filles fin décembre 2009. Sa tante aurait averti les responsables de l'école en août 2009, avant l'inscription de Prince à l'école, de surveiller Prince, car elle était « sensible » à des problèmes tels que la pression des pairs et l'intimidation. Des enquêtes ont révélé plus tard que Prince était en fait l'une des quatre filles qui intimidaient un étudiant en Irlande dans un différend concernant une relation avec un garçon. Après que la victime de cette intimidation ait été transférée dans une autre école par ses parents, Prince a écrit une lettre d'excuses qui a été saluée par la mère de la victime, qui a imputé l'intimidation à la pression des pairs et à l'inaction des autorités scolaires,.
Le 14 janvier 2010, trois des accusés se seraient livrés à des railleries et à un harcèlement persistants de Prince à l'école, dans la bibliothèque et l'auditorium de l'école. L'un des accusés aurait suivi Prince de l'école dans la voiture d'un ami, lui aurait lancé une canette de boisson énergisante vide et aurait crié une insulte. C'est après cet ultime incident que Prince s'est suicidé en se pendant dans la cage d'escalier menant au deuxième étage de l'appartement familial. Son corps a été découvert par sa sœur de 12 ans. Après sa mort, de nombreux commentaires grossiers à son sujet ont été publiés sur sa page commémorative Facebook, dont la plupart ont été supprimés,,,. Ses parents ont choisi de faire enterrer Prince en Irlande.

## Réaction
Une réunion tenue à l'école pour discuter du problème de l'intimidation au sein de l'école a réuni des parents qui ont déclaré que l'intimidation de leurs enfants avait été complètement ignorée par l'administration scolaire. Les législateurs de l'État du Massachusetts ont accéléré leurs efforts pour adopter une législation anti-intimidation à la suite de cet incident,,,, et la mesure a été promulguée le 3 mai 2010. Inspirée du projet de loi du Massachusetts, une législation similaire a été introduite dans l'État de New York. Dans le cadre des efforts visant à promouvoir une législation nationale contre l'intimidation, une «loi de Phoebe» a été proposée. En juillet 2010, le comité scolaire de South Hadley a adopté une politique anti-intimidation plus complète.

## Casier criminel
Le 29 mars 2010, la procureure du district du Nord-Ouest, Elizabeth Scheibel, a annoncé lors d'une conférence de presse que deux adolescents et quatre adolescentes du lycée South Hadley avaient été inculpés en tant qu'adultes pour crime par un grand jury du comté de Hampshire. Les accusations allaient du viol statutaire pour deux adolescents de sexe masculin à la violation des droits civils, au harcèlement criminel, à la perturbation d'une assemblée scolaire et au harcèlement. L'un des hommes accusés de viol statutaire n'a pas été impliqué dans l'intimidation. Des plaintes supplémentaires pour délinquance ont également été déposées contre trois des quatre femmes car elles étaient mineures au moment de l'incident. Un mineur a également été accusé d'agression avec une arme mortelle pour avoir jeté une canette vide sur Phoebe Prince. Une autre plainte pour délinquance a été déposée contre une autre des trois mineures pour coups et blessures contre une autre fille du lycée South Hadley (une fille qui a été agressée à l'école après être apparue dans un reportage télévisé décrivant les brimades qui ont eu lieu au lycée South Hadley École). Au moins quatre de ces six élèves fréquentaient encore l'école secondaire South Hadley lorsque les accusations ont été annoncées,,,,.
Dans sa déclaration, DA Scheibel a directement contredit les affirmations précédentes du surintendant de l'école Gus Sayer selon lesquelles les responsables de l'école n'étaient pas au courant des brimades à l'école :
Scheibel indicated that the investigation was ongoing and that charges against additional South Hadley students were likely. She urged schools to adopt anti-bullying awareness and training programs for staff and students and expressed the wishes of the Prince family to refrain from vigilantism and to seek justice only through the criminal justice system. "Now is not the time for retributions or reprisals," Scheibel said.
Deux jours après la conférence de presse du procureur, le directeur de l’école Gus Sayer a de nouveau nié que les administrateurs de l’école avaient ignoré l’intimidation de Phoebe Prince. Les responsables de l’école South Hadley ont publié une déclaration selon laquelle "nous avons pris des mesures disciplinaires avec un petit groupe d’élèves supplémentaires et ils ont été retirés de l’école secondaire." Toutefois, la déclaration de l’école n’était pas claire quant à savoir si l’un ou l’autre des accusés avait été expulsé de l’école. Au moins un reportage a indiqué que tous les accusés étaient encore à l’école.
Trois des accusés ont plaidé non coupable par l’entremise de leurs avocats à la Cour supérieure du Hampshire le 6 avril. Trois autres, mineurs en vertu de la loi du Massachusetts (moins de 17 ans), ont plaidé non coupable à des accusations de délinquance le 8 avril au Franklin-Hampshire Juvenile Court à Hadley. Les trois mineures ont également été mises en accusation comme jeunes contrevenants dans les accusations d’infraction pour adultes. Des copies des documents judiciaires contenant tous les détails de l’affaire contre les trois mineures ont été affichées sur une page Web de CNN. Les six défendeurs ont renoncé à leur droit de comparaître devant le tribunal et ne se sont pas présentés à leur audience de mise en accusation. Tous ont reçu l’ordre de rester loin de la famille Prince,,.
En mai 2011, l'affaire a été résolue, après des accords pour plaider coupable à des accusations moins graves. Cinq des accusés ont été placés en probation, et plusieurs ont également été condamnés à des travaux d'intérêt général. Les charges retenues contre un étudiant de sexe masculin ont été abandonnées à la demande de la famille Prince.

## Règlement avec la ville
La mère de Phoebe Prince, Anne O'Brien, s'est installée dans la ville de South Hadley en octobre 2010. Elle a accepté de ne pas poursuivre ni de révéler les détails du règlement pour 225 000 $.